# Soko wa nemuri no mori
Soko wa Nemuri no Mori (そこは眠りの森?) è una raccolta di oneshot manga di Setona Mizushiro.

## Trama

### Soko wa Nemuri no Mori
Un giovane uomo si ritrova a letto in una casa sconosciuta a seguito di un incidente in montagna occorsogli. Ospitato da una bizzarra coppia composta da zio e nipote, il ragazzo scopre ben presto che Yui, la ragazzina che gli ha prestato soccorso, è in realtà una donna di diciott'anni e che ella ha smesso di crescere a seguito di un trauma subito all'età di dodici anni legato alla morte della madre e del compagno di lei, per il quale la ragazzina nutriva una leggera infatuazione.
Colpito da un'amnesia tanto acuta da non ricordare nulla del proprio passato, il ragazzo si lascia ribattezzare coll'ironico e provocatorio nome di "Pochi", poiché Yui da tempo desiderava prendersi cura di un cane come animale domestico.
Innamorandosi a poco a poco della propria salvatrice, Pochi è lacerato dal dubbio di amare Yui o semplicemente un vecchio amore inconscio che la ragazza gli ricorda. Così, decide di ricostruire il proprio passato, nonostante la gelosia e la forte opposizione della finta bambina. Scoperto di essere un famoso artista emergente e recuperato il nome di Dõgo Hayashibara, Pochi subito ricorda d'essere stato profondamente innamorato della propria modella e che quest'ultima fosse la moglie del suo professore di disegno. La relazione tra i due aveva portato l'uomo tradito a tentare l'omicidio dell'amante e così a spingere giù dalla scarpata della montagna vicina lo sfortunato Dogo.
Dogo, recuperati i ricordi smarriti, decide di recarsi dalla sua amata, ma poi, ripensandoci e preferendo la nuova vita a fianco a Yui, decide di tornare dalla finta "eterna bambina"; ella tuttavia è nel frattempo finita prigioniera dell'atelier in fiamme, provocate da lei stessa nel tentativo di vendicarsi dell'abbandono di "Pochi". Nel tentativo di salvarla Dogo rimane privo e ferito nell'incendio da cui poi viene salvato da Yui stessa, capace di sfuggire all'inferno delle fiamme perché accettata la propria maturità e il proprio nuovo ruolo di donna.

### The Stars Knows Everything
La presidentessa del consiglio studentesco Chiharu esce regolarmente con il presidente del liceo rivale, Kyō. Questa relazione potrebbe essere guardata con sospetto dagli amici e dai suoi sostenitori a scuola, così la ragazza è costretta a fingere di essere la ragazza di Fuyaka Hisaki, un suo amico e coetaneo frequentante lo stesso istituto.
Tuttavia ben presto il miglior amico di Kyō, Jyo Yukino, scopre la faccenda e decide di intervenire facendo conoscere lo scandalo a tutti gli studenti delle due scuole. Riusciti ad evitare in extremis di essere smascherati alla festa di Natale organizzata dai consigli studenteschi congiunti, Chiharu è costretta a recarsi in un love hotel con Hisaki per depistare i suoi inseguitori e le malelingue. Chiusa nella stanza insieme all'amico, la ragazza scopre che quest'ultimo la desidera ardentemente e, spaventata dalla reazione di Hisaki e incurante delle conseguenze, decide di scappare da Kyō, al luogo previsto.
Il caso vuole che nel love hotel rimangano bloccati i due studenti spioni sulle tracce di Chiharu e così, salvate le apparenze, i due presidenti possono continuare a vedersi in tutta tranquillità.

### Climb the Stairs of Cinderella
Kaya è un vero prodigio nel coro ella scuola: sebbene non abbia mai preso lezioni privante di canto ha una voce eccezionale e segue ogni tono e nota con il talento naturale della cantante nata. A farle compagnia nell'attività del doposcuola vi è Misaki, anche lei un buon membro del coro, ma al caro prezzo di un duro allenamento. Le due ragazze vengono puntualmente raggiunte dal cortese Katsuma, amico di infanzia di Kaya e - come mormorano i più pettegoli - segretamente innamorato di quest'ultima.
Sotto l'apparente concordia del trio, si consumano le più logoranti gelosie e passioni: Misaki, nonostante l'affetto che nutra per l'amica, non può fare a meno di essere invidiosa del suo naturale talento e fortuna in amore - perché pare a lei come agli altri che Katsuma stia proprio corteggiando l'amica -; Kaya d'altro canto si illude di essere la destinataria delle attenzioni del ragazzo finché egli non le confida che, invece, è proprio Misaki ad interessargli e che è troppo timido per avvicinarla da sola.
In un raptus di gelosia Kaya convince la professoressa ad affidarle la parte da solista nello spettacolo di fine anno, ruolo già affidato a Misaki, che piomba nel più profondo baratro di autocommiserazione. Solo dopo aver capito d'aver strappato all'amica anche l'ultima consolazione, Kaya si fa coraggio e confida a Misaki i sentimenti di Katsuma, lasciando poi che i due costruiscano da sé la propria storia insieme.

## Manga
| Nº | Giapponese 「Kanji」 - Rōmaji                                                                                      | Data di prima pubblicazione    | Data di prima pubblicazione |
| Nº | Giapponese 「Kanji」 - Rōmaji                                                                                      | Giapponese                     |                             |
| 1  | 「そこは眠りの森」 - Soko wa Nemuri no Mori                                                                        | 22 agosto 1998 ISBN 4091372139 |                             |
| 1  | Capitoli - (そこは眠りの森?, Soko wa Nemuri no Mori) - The Stars Knows Everything - Climb the Stairs of Cinderella |                                |                             |